# Departamento Copo
El departamento Copo es una división administrativa de la provincia de Santiago del Estero, Argentina. Está ubicado en el nordeste provincial, limitando al norte con las Provincias de Chaco y Salta, al sur con el departamento Alberdi, al este con la provincia de Chaco, al oeste con el departamento Pellegrini.

## Distritos
La ley provincial que fue sancionada el 3 de agosto de 1887 dividió el territorio del departamento en dos secciones: sección Copo Primera y sección Copo Segunda. La sección Copo Primera comprendía los distritos de: Candelaria, Boquerón, Churqui, Cruz Grande. La sección Copo Segunda comprendía los distritos de: San Agustín, Chañar, Pozo, Copo, Remate. La asignación de localidades a cada distrito fue asignada al Poder Ejecutivo.
La ley provincial N.º 260, que fue sancionada el 19 de agosto de 1910, dividió el territorio del departamento en dos secciones, cada una dividida entre los siguientes distritos:
Primera Sección
- Candelaria
- Boquerón

Segunda Sección
- Churqui
- Cruz Grande

## Geografía
Un lugar destacado del departamento es el parque nacional Copo, que es una importante reserva forestal del quebracho colorado y especies autóctonas.
El departamento Copo consta de 12.604 km², un 4,7 % del total provincial, siendo por superficie el 3.er departamento dentro de las 27 jurisdicciones en que se divide políticamente la provincia.
La cabecera departamental es la ciudad de Monte Quemado, distante a 330 km de la ciudad Capital, situada sobre la ruta nacional N.º 16 y se llega a ésta por ruta provincial N.º 5. Esta ciudad tiene 11.387 habitantes, un 42% del total departamental.
Otras poblaciones importantes del departamento Copo son Pampa de los Guanacos, Los Pirpintos, San José del Boquerón, El Caburé.

## Historia
Las referencias históricas de este departamento cuenta que en tiempos anteriores al siglo XIX y de acuerdo a los restos arqueológicos encontrados, vivieron culturas correspondientes a los períodos Temprano y Medio, es decir, Mercedes y Sunchituyoj, también estuvo asentada una reducción jesuítica, San José de Petacas. Toda esta región se conocía como Chaco Gualamba y comprendía varias provincias indígenas.
La ley provincial N.º 353, que fue sancionada el 11 de noviembre de 1911, dividió el territorio de la provincia en departamentos, estableciendo los siguientes límites para el departamento Copo:

Se compone de toda la parte actual del Departamento Copo primero que está al oriente del Río Salado, excepto la porción al Sud de Soledad (que se encuentra en la margen derecha del Río Salado), la cual comprende Chañar Pozo, Rodeo Grande, Vaca Human y Capilla, que corresponden al Departamento Figueroa.
 Sus límites son: por el Norte de la Provincia y la Gobernación del Chaco; por el Este la Gobernación del Chaco; por el Sud los Departamentos Figueroa y Moreno y por el Oeste el Río Salado.
 La Capital del Departamento es la Villa San José de Boquerón.

La ley provincial N.º 782, que fue sancionada el 27 de junio de 1921, modificó la ley N.º 353 dividiendo el departamento Copo para crear el departamento Alberdi:

ARTÍCULO 1º: Denomínase Copo al Departamento comprendido entre los siguientes límites: al Norte, el paralelo de San Miguel de latitud Sud 25º39’21’’ divisorio con Salta y el Territorio del Chaco; por el Este el meridiano 61º31’25’’ Oeste de Greenwich divisorio con el Territorio del Chaco; al Sud, el paralelo Santo Domingo de latitud Sud 26º13’25’’ y por el Oeste el Río Salado que lo separa del Departamento Pellegrini, con una extensión de 13.100 kilómetros cuadrados.

## Economía
En el departamento Copo los cultivos más comunes son maíz, garbanzos, poroto, cacao, coco, sorgo y soja. Y su actividad económica está compuesta por la cría de bovinos, lanares, porcinos, caprinos.
También cuenta con una importante producción forestal, en lo que respecta a quebracho colorado y blanco.

## Población
Según el censo del año 2001, en el departamento Copo vivían 26.984 habitantes, el 3,35 % del total provincial. Con respecto al censo de 1.991 se observa un ascenso en el peso poblacional prelativo (que en tal censo ascendía al 2,38 %).
La población ocupada del departamento es de 4.143 personas, un 16,44 % de la población total.

## Organización política
En el departamento Copo se encuentran los Municipios de segunda categoría de Monte Quemado y el de tercera correspondiente a la ciudad de Pampa de los Guanacos y la Comisión Municipal de Los Pirpintos.

## Sismicidad
La sismicidad del área de Santiago del Estero es frecuente y de intensidad baja, y un silencio sísmico de terremotos medios a graves cada 40 años.
El 4 de julio de 1817 (207 años), sismo de 1817 de 7,0 Richter, con máximos daños reportados al centro y norte de la provincia, donde se desplomaron casas y se produjo agrietamiento del suelo, los temblores duraron alrededor de una semana. Se estimó una intensidad de VIII grados Mercalli. Hubo licuefacción con grandes cantidades de arena en las fisuras de hasta 1 m de ancho y más de 2 m de profundidad. En algunas de las casas sobre esas fisuras, el terreno quedó cubierto de más de 1 dm de arena.
Aunque la actividad geológica ocurre desde épocas prehistóricas, el sismo del 20 de marzo de 1861 (164 años) señaló un hito importante dentro de la historia de eventos sísmicos argentinos ya que fue el más fuerte registrado y documentado en el país. A partir del mismo la política de los sucesivos gobiernos provinciales y municipales han ido extremando cuidados y restringiendo los códigos de construcción. Pero solo con el terremoto de San Juan de 1944 del 15 de enero de 1944 (81 años) los estados provinciales tomaron real estado de la gravedad sísmica de la región.